# Асколи-Пичено (провинция)
А́сколи-Пиче́но (итал. Provincia di Ascoli Piceno) — провинция в Италии, в регионе Марке. Площадь — 1.304км², население — около 210 000 человек (на 2007 год). На протяжении многих веков этот край входил в состав Папской области. Провинция включает 34 коммуны, административный центр — город Асколи-Пичено.

## География
Провинция Асколи-Пичено ограничена по Адриатическому побережью реками Азо на севере и Тронто на юге, а на западе — грядой Сибиллинских гор. Она является самой южной провинцией региона Марке. Высота гор и холмов понижается от Апеннин к Адриатическому морю. Холмы состоят из хрупких скалистых пород, зачастую подверженных эрозии, песчаников, оврагов и террас из гравия и морского песка. Узкое песчаное побережье богато туристическими курортами. Главный из них — Сан-Бенедетто-дель-Тронто, играющий важную роль в экономике региона. Весьма популярны и такие курорты, как Гроттаммаре и Купра-Мариттима, отличающиеся мягким климатом.

## История
В «Естественной истории» Плиния-старшего фигурирует «colonia Asculum, Piceni nobilissima».

## Административное деление

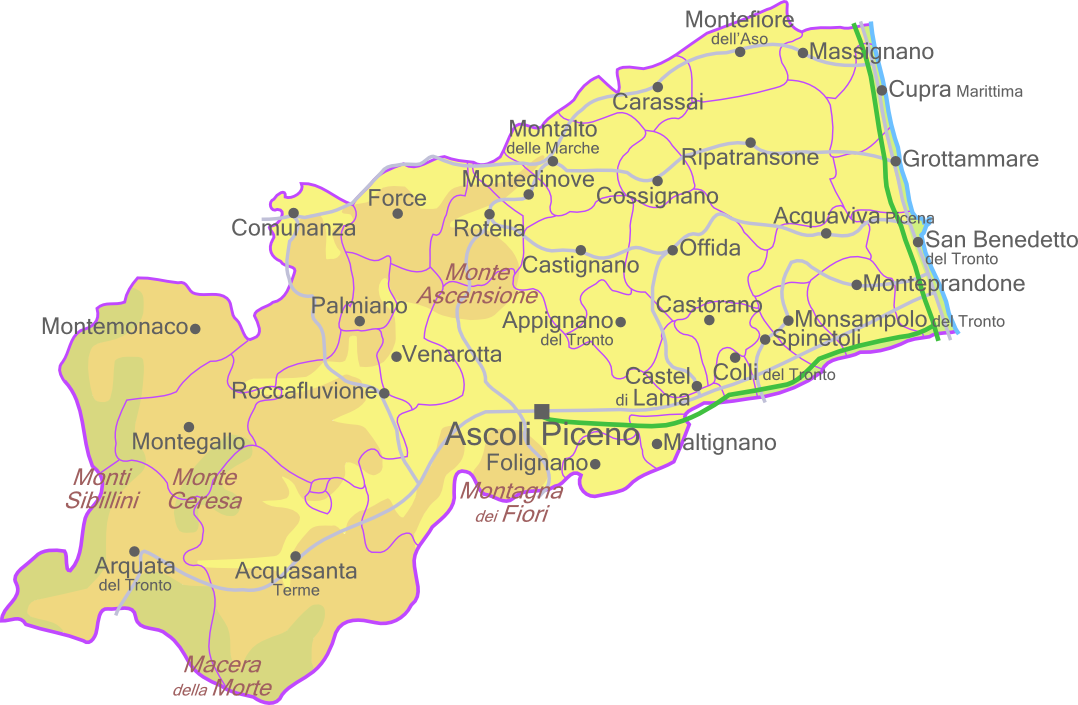
Карта провинции Асколи-Пичено

Провинция состоит из 34 коммун:
- Асколи-Пичено
- Аквавива-Пичена
- Альтидона
- Аквасанта-Терме
- Аппиньяно-дель-Тронто
- Аркуата-дель-Тронто
- Венаротта
- Гроттаммаре
- Карассаи
- Кастель-ди-Лама
- Кастиньяно
- Касторано
- Колли-дель-Тронто
- Комунанца
- Коссиньяно
- Купра-Мариттима
- Мальтиньяно
- Массиньяно
- Монсамполо-дель-Тронто
- Монтальто-делле-Марке
- Монтегалло
- Монтединове
- Монтемонако
- Монтепрандоне
- Монтефьоре-дель-Азо
- Оффида
- Пальмиано
- Рипатрансоне
- Роккафлувьоне
- Ротелла
- Сан-Бенедетто-дель-Тронто
- Спинетоли
- Фолиньяно
- Форче